# Шмитц, Бруно
Бру́но Шмитц (нем. Bruno Schmitz; 21 ноября 1858, Дюссельдорф — 27 апреля 1916, Берлин) — немецкий архитектор, известный в основном своими монументами 1900-х годов. Работал с такими скульпторами как Эмиль Хундризер, Николай Гейгер и Франц Мецнер для соединения архитектуры и скульптуры.
Самая известная работа Бруно Шмитца — лейпцигский памятник Битве народов, завершенный в 1913 году. Вместе с памятником в Лейпциге Шмитц спроектировал памятники кайзеру Вильгельму в Киффхойзере и Порта-Вестфалике.
Бруно Шмитц спроектировал также Немецкий угол в Кобленце и Монумент морякам и солдатам в Индианаполисе, Индиана.

## Работы

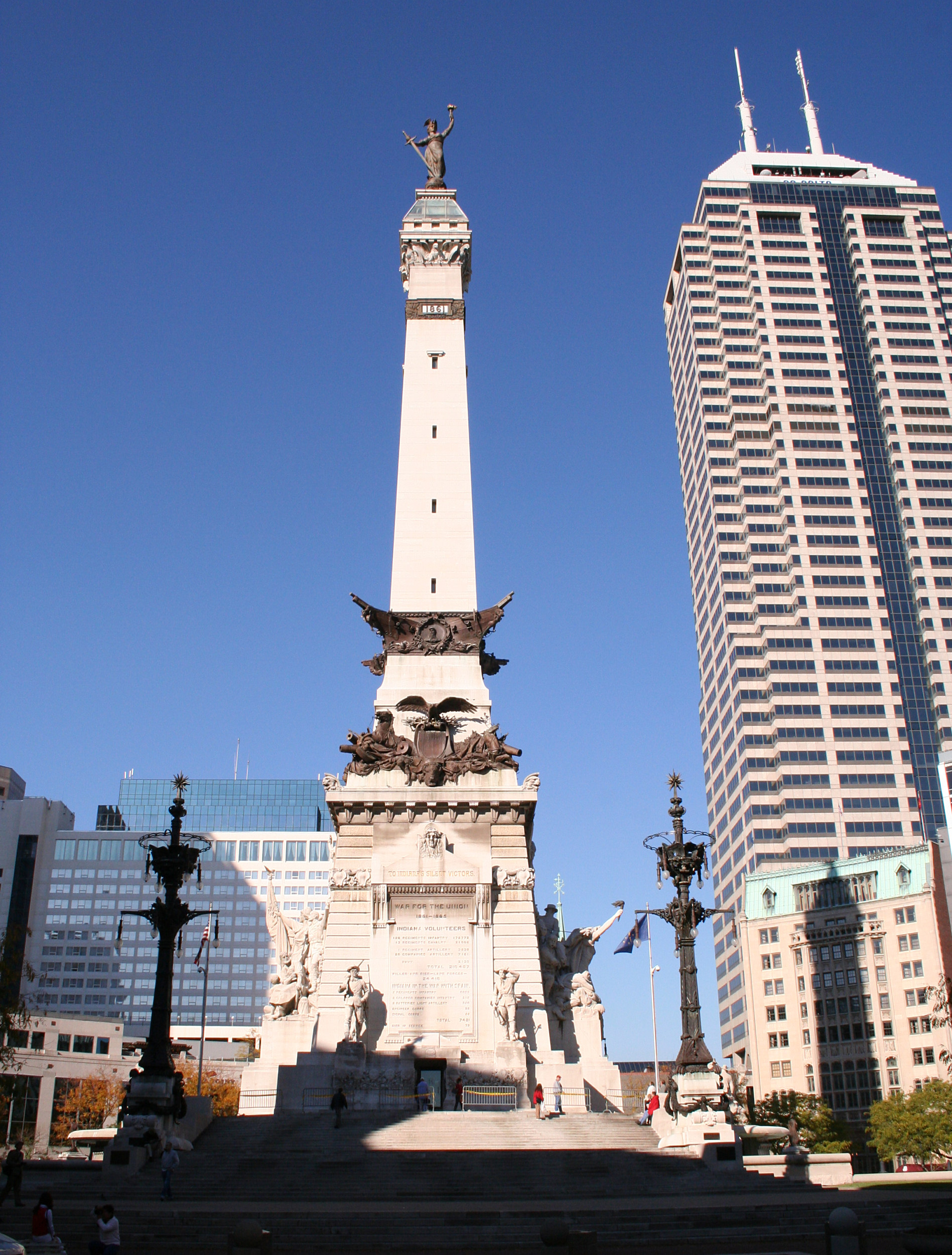
Памятник солдатам и матросам
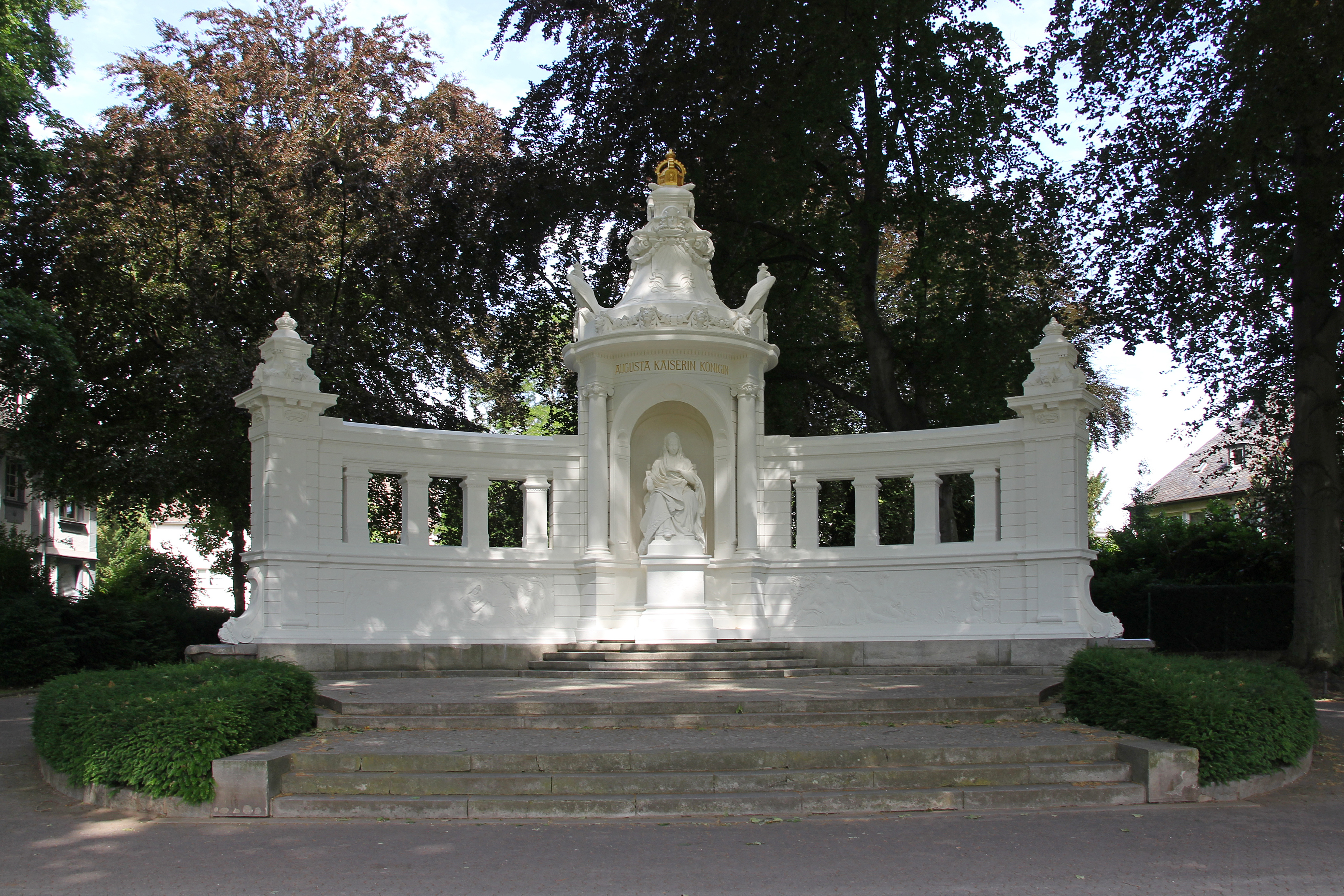
Памятник Августе близ Кобленца
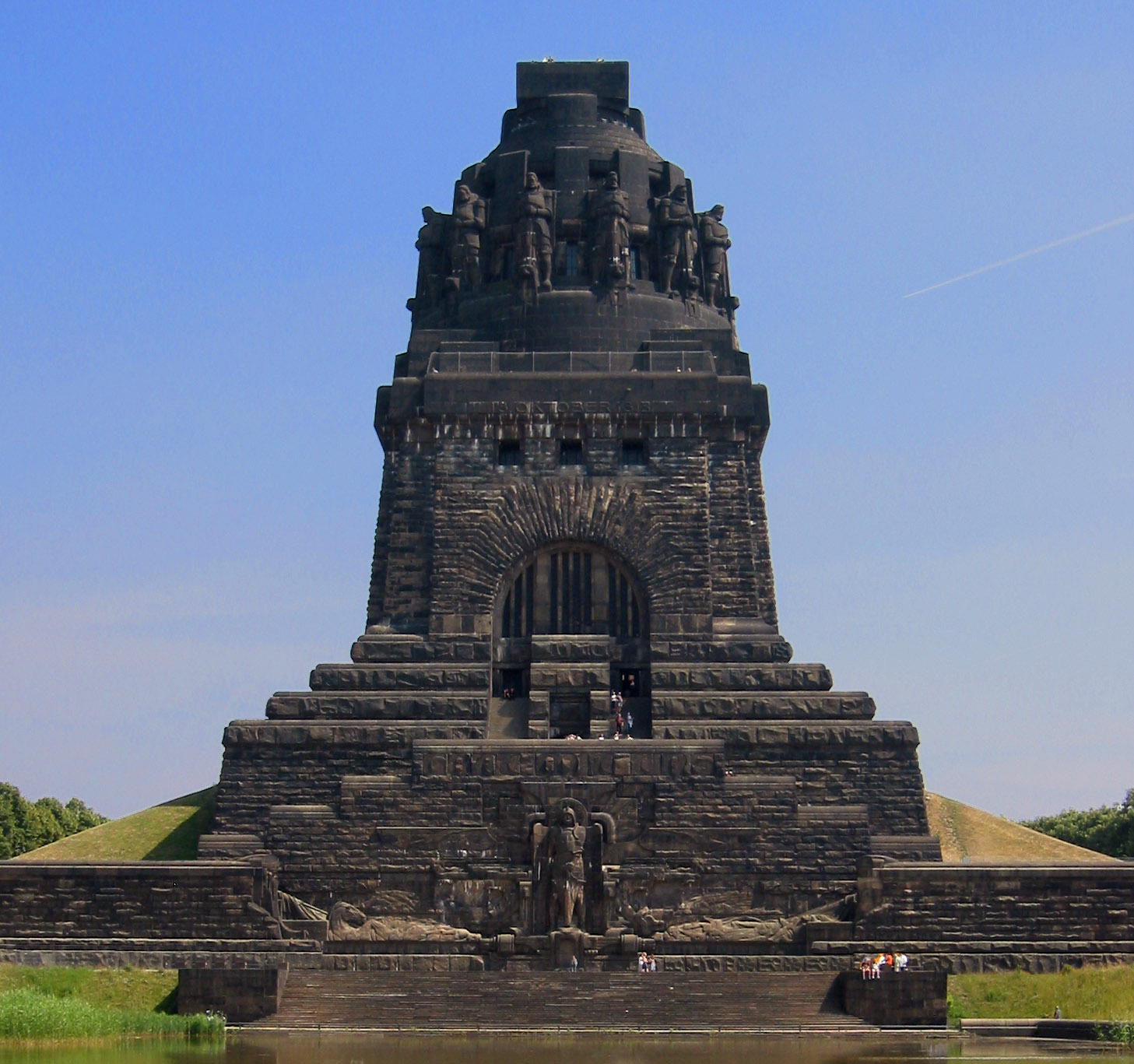
Памятник «Битва народов» в Лейпциге
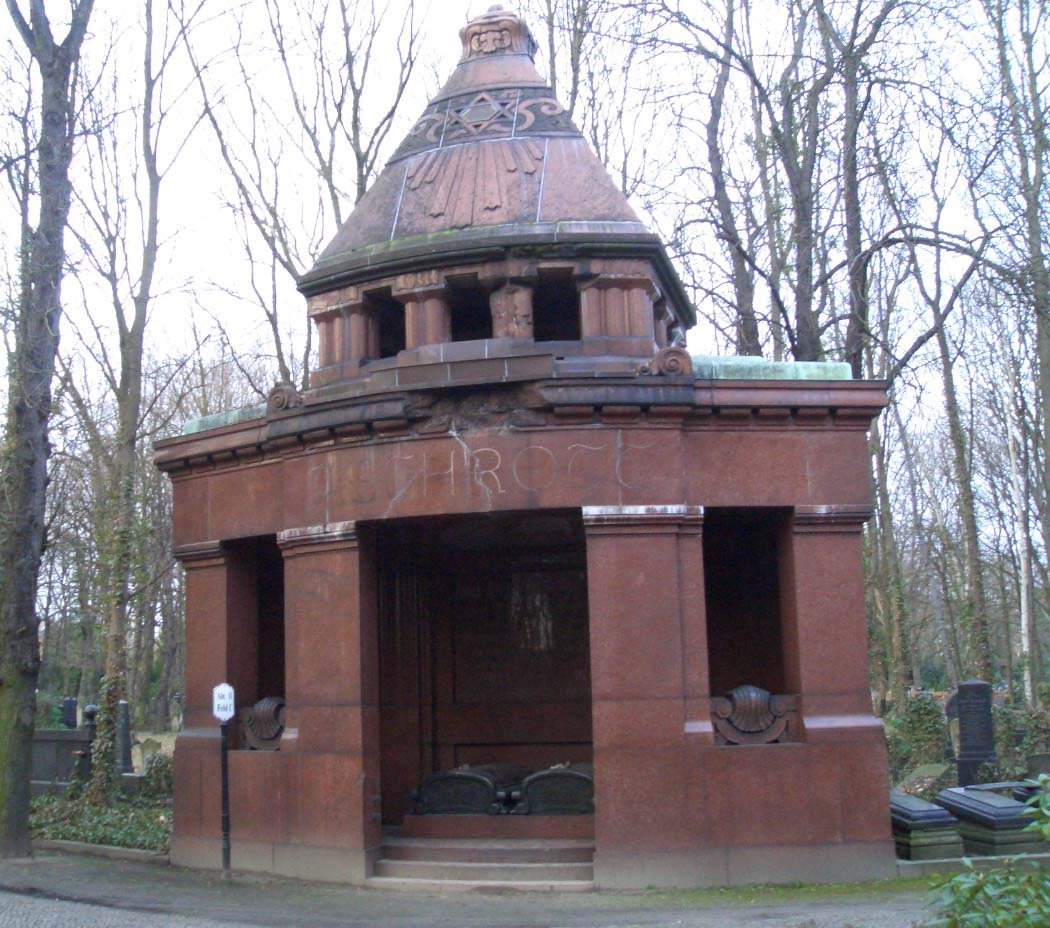
Мавзолей Ашротт в Берлине
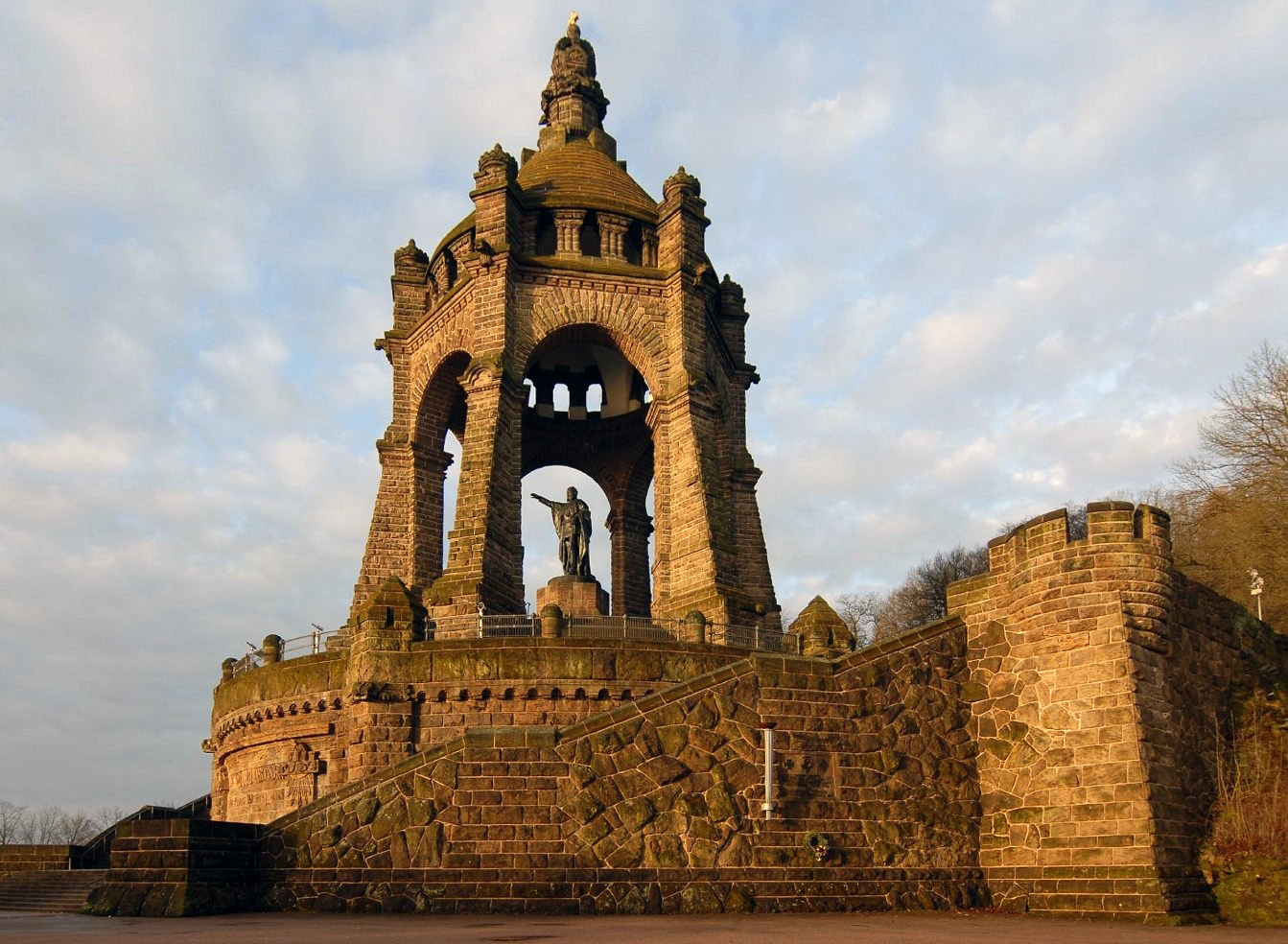
Памятник кайзеру Вильгельму у ворот Вестфалии
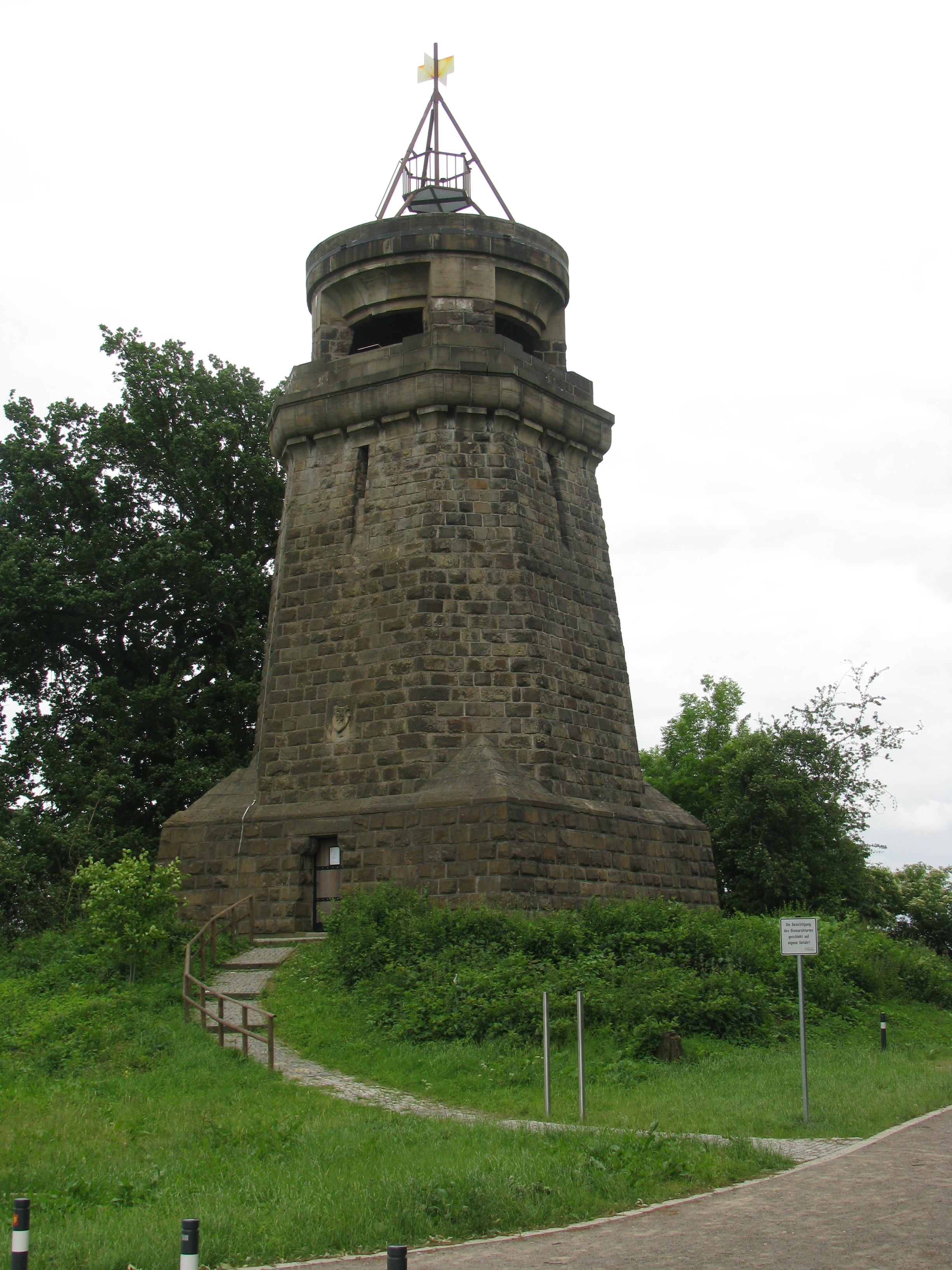
Башня Бисмарка в Унне

### Здания

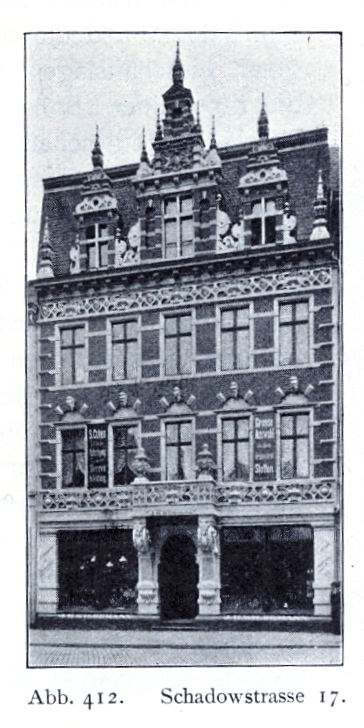
Коммерческий дом в Дюссельдорфе
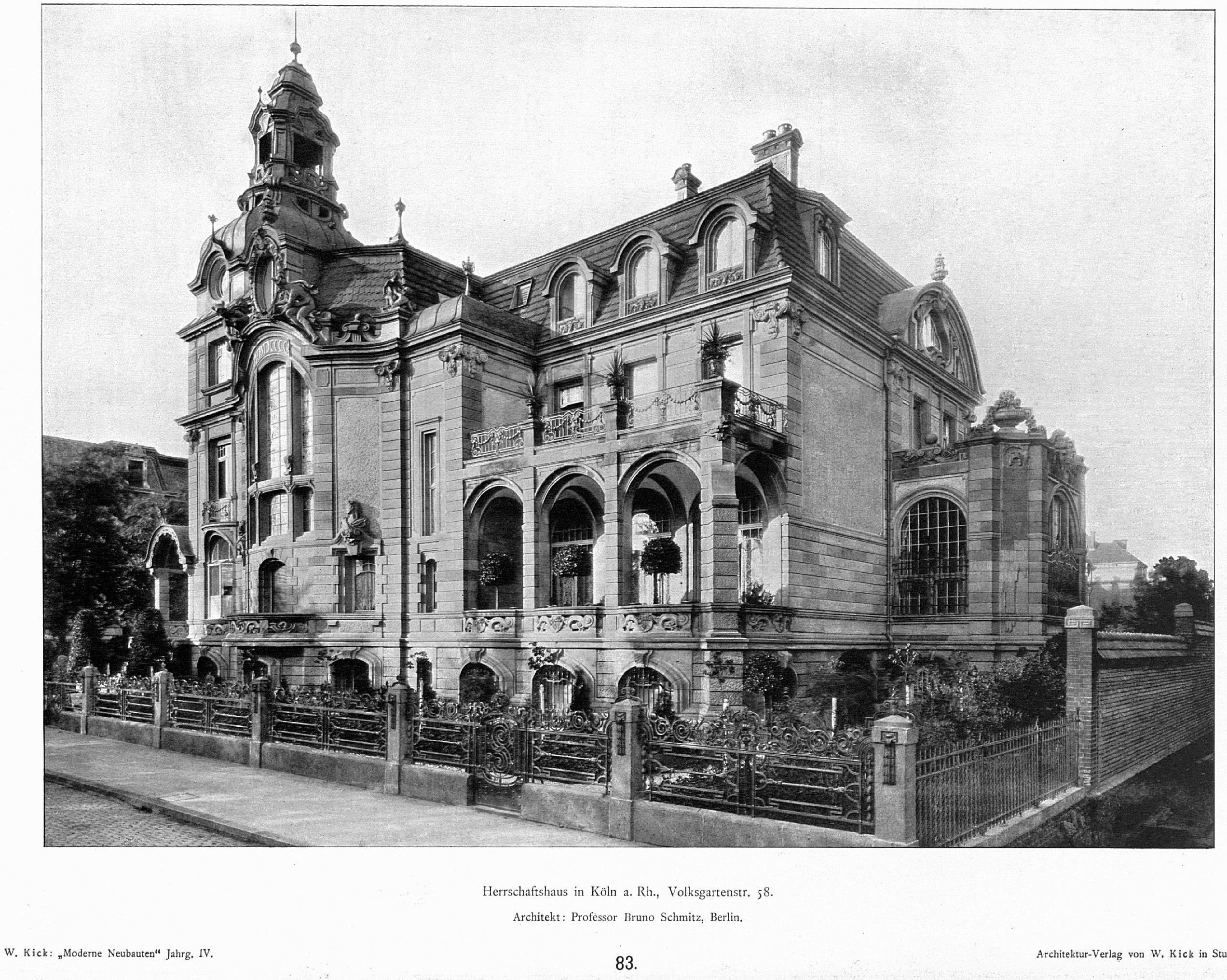
Вилла Штолльверк в Кёльне
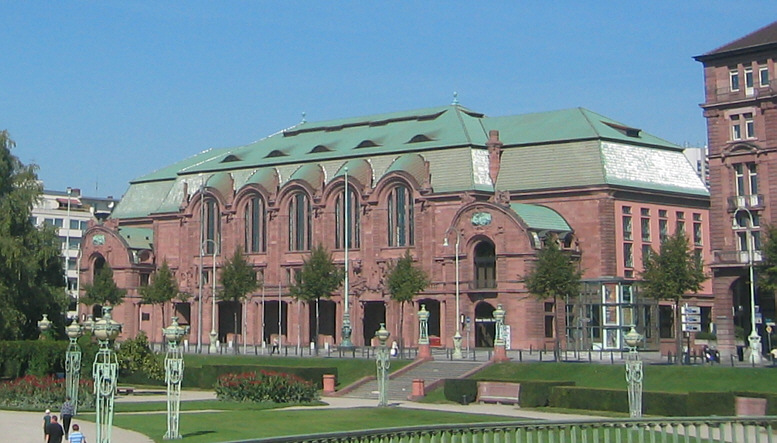
Розенгартен (Мангейм)
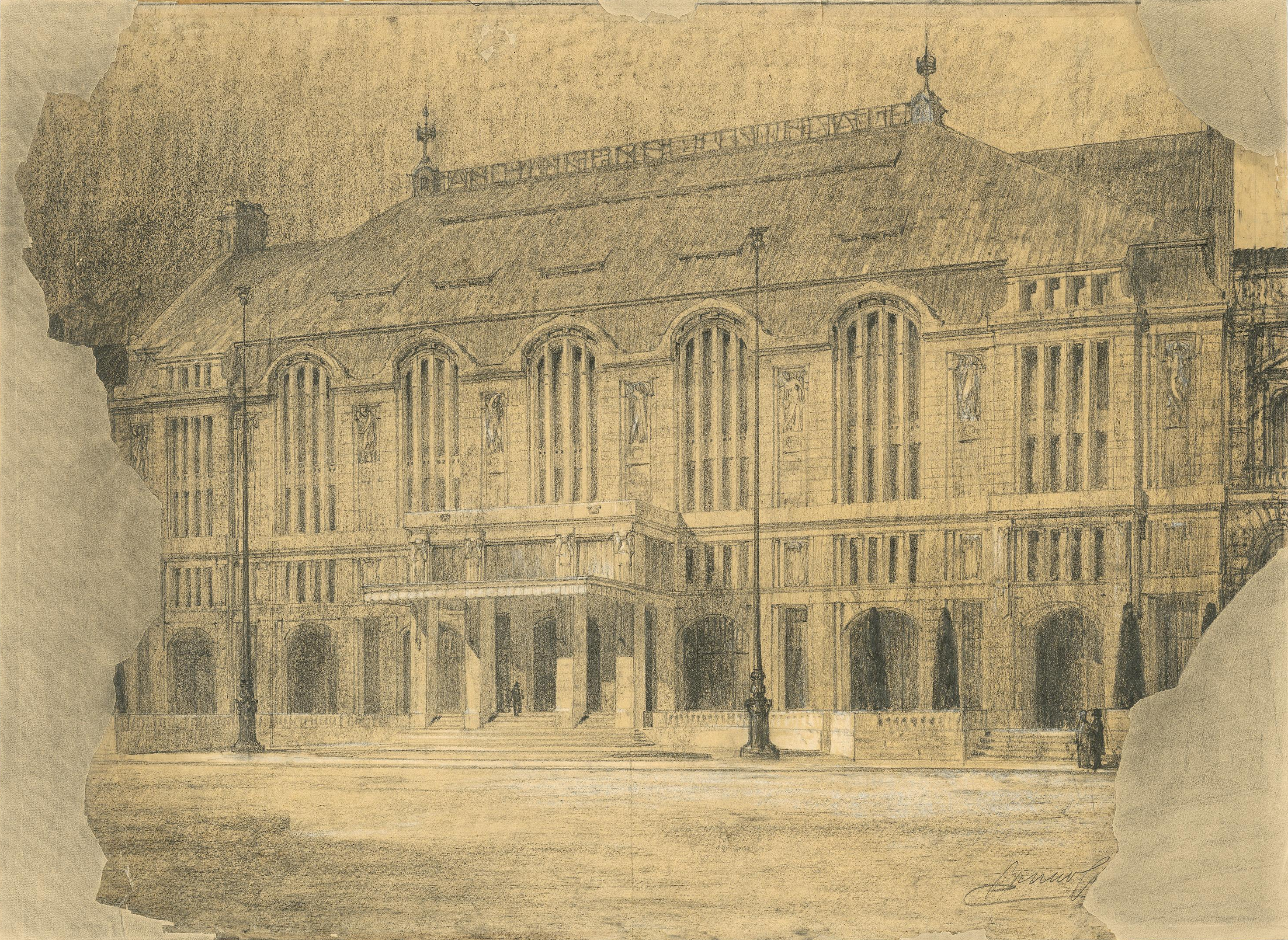
Винный дом Рейнгольд в Берлине